# Jukimasa Nakamura
Jukimasa Nakamura (japonsky 中村 行成), (* 28. srpna 1972 ve Fukuoce, Japonsko) je bývalý japonský zápasník – judista, stříbrný olympijský medailista z roku 1996.

## Sportovní kariéra
Judu se věnoval od 6 let společně se svými bratry Kenzó a Jošiem (všichni tři se později stali mistry světa). Judem se vážněji zabýval na univerzitě Tokai v Tokiu. V roce 1992 byl na dobré cestě startovat na olympijských hrách v Barceloně, ale při nominaci dostal přednost Kendži Marujama.
V roce 1996 měl již nominaci na olympijské hry v Atlantě jistou, navíc se her účastnil společně se svými dvěma bratry. Los neměl jednoduchý hned v prvním kole musel zabojovat proti nepříjemnému Čečenci v ruských barvách Islamu Macijevovi. Typově podobní sambo-judisté ho čekali i v dalších kolech a se všemi si po taktické stránce dokázal poradit. Ve finále nastoupil proti svému velkému rivalovi Němci Udo Quellmalzovi. Zápas patřil k divácky nezáživným, oba soupeři se předtlačovali v postoji, chvíli se převalovali na zemi, v polovině měli oba na svém kontě dvě šida za pasivitu. Na konci zápasu uvedli rozhodčí do rozpaků zvolit vítěze zlaté olympijské medaile. V poměru 1:2 padla volba na jeho soupeře. Získal stříbrnou olympijskou medaili.
Od roku 1997 si udržoval pozici reprezentační jedničky i přes propadáky na mistrovství světa. V roce 2000 mu opět trenéři při nominaci na letní olympijské hry v Sydney věřili, ale s konečným 7. místem nemohl domácí kritiky utěšit. Sportovní kariéru ukončil v roce 2002. Věnuje se trenérské práci, k jeho nejznámějším žákům patřil Masato Učišiba.

### Vítězství
- 1992 - 3x světový pohár (Paříž, Sofie, Kano Cup)

## Výsledky
| Turnaj            | 1990           | 1991           | 1992           | 1993           | 1994           | 1995           | 1996           | 1997           | 1998           | 1999           | 2000           | 2001           |
| Turnaj            | 18             | 19             | 20             | 21             | 22             | 23             | 24             | 25             | 26             | 27             | 28             | 29             |
| Turnaj            | pololehká váha | pololehká váha | pololehká váha | pololehká váha | pololehká váha | pololehká váha | pololehká váha | pololehká váha | pololehká váha | pololehká váha | pololehká váha | pololehká váha |
| ----------------- | -------------- | -------------- | -------------- | -------------- | -------------- | -------------- | -------------- | -------------- | -------------- | -------------- | -------------- | -------------- |
| Olympijské hry    |                |                | —              |                |                |                | 2.             |                |                |                | 7.             |                |
| Mistrovství světa |                | —              |                | 1.             |                | 2.             |                | úč.            |                | úč.            |                | úč.            |
| Asijské hry       | —              |                |                |                | 1.             |                |                |                | 1.             |                |                |                |
| Mistrovství Asie  |                | —              |                | —              |                | ?              | —              | —              |                | —              | 1.             | —              |
| MS juniorů        | 1.             |                |                |                |                |                |                |                |                |                |                |                |